# Tjälskott

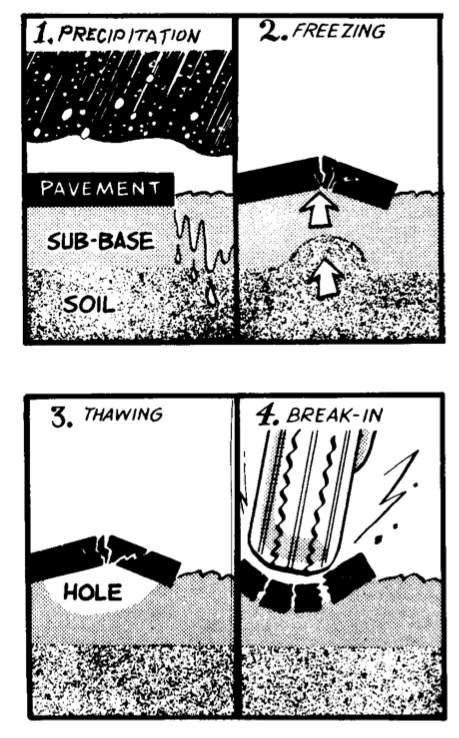
Processen som bildar tjälskott: 1. Nederbörd fuktar underlaget. 2. Frost skadar asfalten. 3. Tö försvagar underlaget. 4. Trafik skadar asfalten.

Tjälskott är upphöjningar och gropar i vägbanan som orsakas av uppskjutande och uppflytande flytjordmassor. Tjälskott uppstår företrädesvis i dåligt dränerade vägkroppar under tjällossningen. Då finns vatten kvar i vägkroppen vilket kan göra materialet lättflytande. Tjälskott uppstår när sådant material tränger upp genom sprickor i den upptorkade vägbanan.